# Limbdi
Limbdi är en stad i den indiska delstaten Gujarat, och tillhör distriktet Surendranagar. Folkmängden uppgick till 42 769 invånare vid folkräkningen 2011.
Limbdi ligger längs Bhogavofloden, i Saurashtraregionen. Resenärer till staden når sitt mål lättast med buss från Ahmedabad. Det går även att resa med tåget från Bombay (the Saurashtra Mail train) med uppehåll i Ahmedabad och Surendranagar.

## Historia
Limbdi var tidigare ett furstendöme, styrt av Jhaladynastin. Efter den indiska självständigheten tvingades Limbdi liksom alla andra furstendömen ge upp sitt monarkiska styresskick och integreras i en näraliggande delstat. Av särskilt intresse i Limbdis koloniala historia är den flickskola (Lady Wellingdon Girls School, nu kallad Municipal school number 3) som grundades i staden Limbdi redan 1 mars 1859.